# Kanton Le Monastier-sur-Gazeille
Le Monastier-sur-Gazeille is een voormalig kanton van het Franse departement Haute-Loire. Het kanton maakte deel uit van het arrondissement Le Puy-en-Velay. Het werd opgeheven door het decreet van 17 februari 2014, met uitwerking op 22 maart 2015. Alle gemeenten werden opgenomen in het nieuwe kanton Mézenc.

## Gemeenten
Het kanton Le Monastier-sur-Gazeille omvatte de volgende gemeenten:
- Alleyrac
- Chadron
- Freycenet-la-Cuche
- Freycenet-la-Tour
- Goudet
- Laussonne
- Le Monastier-sur-Gazeille (hoofdplaats)
- Moudeyres
- Présailles
- Saint-Martin-de-Fugères
- Salettes